# 2018 en hockey sur glace
Cette page présente les éléments de hockey sur glace de l'année 2018, que ce soit d'un point de vue rencontres internationales ou championnats nationaux. Les grandes dates des différentes compétitions sont données ainsi que les décès de personnalités du hockey mondial.

## Autres

### Fins de carrière
- 6 janvier : Ievgueni Fadeïev.
- 27 janvier : Joni Puurula.
- 18 février : Jussi Markkanen.
- 19 février : Ville Hämäläinen.
- 10 mars : Boris Blank.
- 30 mars : Petr Hubáček.
- 1er avril : Ryan Dingle.
- 2 avril : Daniel Sedin.
- 2 avril : Henrik Sedin.
- 28 avril : Brett Sterling.
- 28 avril : Keith Aucoin.
- 12 mai : Mike Fisher.
- 28 mai : Josh Holden.
- 1er juin : Karel Pilař.
- 1er juin : Aleš Píša.
- 18 juin : Tomi Kallio.
- 18 juin : Jeff Ulmer.
- 21 juin : Jay Rosehill.
- 4 juillet : Jared Boll.
- 6 juillet : Alexandre Burrows.
- 12 juillet : Greg Rallo.
- 12 juillet : Sławomir Krzak.
- 16 juillet : Joel Martin.
- 18 juillet : Xavier Daramy.
- 25 juillet : Jarome Iginla.
- 29 juillet : Marcel Rodman.
- 30 juillet : Joey Hishon.
- 31 juillet : Valtteri Virkkunen.
- 31 juillet : Jean-Philippe Côté.
- 31 juillet : Ryan Hamilton.
- 31 juillet : Nicola Riopel.
- 21 août : Michal Handzuš.
- août : Ben Scrivens.
- 4 septembre : Chris Kelly.
- 6 septembre : Tom Sestito.
- 14 septembre : Henrik Zetterberg.
- 17 septembre : Fiodor Tioutine.
- 20 septembre : Ondřej Pavelec.
- 24 septembre : Peter Pucher.
- 24 septembre : Brian Gionta.
- 24 septembre : Connor Crisp.
- 26 septembre : Caroline Ouellette.
- 1er octobre : Scott Hartnell.
- 2 octobre : Stu Bickel.
- 9 octobre : Henrik Tallinder.
- 16 octobre : Clay Wilson.
- 19 octobre : Jordin Tootoo.
- 14 novembre : Paul Martin.

### Décès
- 19 janvier : Red Fisher, journaliste de renom attitré à couvrir les activités de la Ligue nationale de hockey durant plus de 50 ans[1].
- 21 janvier : Jim Johannson, directeur général de l'équipe nationale des États-Unis[2].
- 10 mars : Ken Houston, joueur ayant évolué dans la LNH durant neuf saisons[3].
- 15 mars : Larry Kwong, premier joueur de nationalité canado-chinoise à évoluer en LNH, il disputera une seule rencontre en carrière avec les Rangers de New York[4].
- 17 mars : Greg Polis, ancien choix de premier tour ayant pris part à plus de 600 rencontres en LNH[5].
- 20 mars : Iouri Chatalov, intronisé au Temple de la renommée du hockey russe en 1974[6].
- 22 mars : Dick Gamble, vainqueur d'une Coupe Stanley avec les Canadiens de Montréal en 1953, intronisé au Temple de la renommée de la LAH en 2007[7].
- 23 mai : Michel Archambault, joueur ayant disputé une saison dans l'AMH avec les Nordiques de Québec[8].
- 3 juin : Robert Forhan, joueur ayant remporté la médaille d'argent aux Jeux olympiques de Squaw Valley en 1960 avec l'équipe du Canada[9]..
- 15 juillet : Ray Emery, gardien de but âgé de 35 ans, ayant remporté la Coupe Stanley avec les Blackhawks de Chicago en 2013[10].
- 19 juillet : John Vigilante, joueur ayant disputé quatre saisons en LAH et trois autres en Europe avant de passer derrière le banc en tant qu'entraîneur[11].
- 2 août : Viktor Tioumenev, joueur international soviétique, triple champion du monde et médaillé d'or olympique[12]
- 5 août : Lauri Mononen, joueur international finlandais, un des premiers de son pays à évoluer dans une ligue majeure nord-américaine et membre du Temple de la renommée du hockey finlandais[13]
- 7 août : Stan Mikita, illustre membre des Black Hawks de Chicago ayant remporté la Coupe Stanley en 1961. Intronisé au Temple de la renommée du hockey en 1983[14].
- 4 septembre : Alvin McDonald, dit Ab McDonald, vainqueur de quatre coupes Stanley[15].
- 19 novembre : Dan Maloney[16].
- 7 décembre : Kerry Bond,  vainqueur du trophée Garry-F.-Longman en tant que meilleur recrue de la Ligue internationale de hockey en 1967.
- 16 décembre : Scott Matzka[17].
- 28 décembre : Ievgueni Zimine, membre du temple de la renommée russe[18].